# ТЕС Єна Зюд
50°53′48.4″ пн. ш. 11°35′14.0″ сх. д. / 50.896778° пн. ш. 11.587222° сх. д.
ТЕС Єна Зюд — теплова електростанція в Німеччині, у федеральній землі Тюрингія, переведена на використання технології комбінованого парогазового циклу.
Будівництво теплоелектроцентралі в місті Єна розпочалося 1968 року. Як і більшість подібних об'єктів у НДР, вона розраховувалась на використання бурого вугілля. Введена в експлуатацію у 1972 році ТЕЦ у складі двох блоків по 32 МВт вирізнялась димарями висотою 240 та 180 метрів. Така значна висота пояснювалась специфічними вітровими умовами у цьому гірському районі, при яких менші споруди не забезпечували б видалення шкідливих речовин, що утворюються в процесі спалювання вугілля.
Після об'єднання Німеччини у 1990-х роках в колишній НДР розпочалось спорудження сучасних теплоелектроцентралей на природному газі (Берлін Мітте, Nossener Bruck, Лейпциг Гуд), до яких приєдналась і станція в Єні. Введений в експлуатацію у 1996 році блок обладнали трьома газовими та двома паровими турбінами, які забезпечують електричну потужність 182 МВт (зустрічається також показник 199 МВт).
Окрім виробництва електроенергії, станція здійснює теплопостачання споживачів Єни, маючи теплову потужність до 225 МВт.
Після модернізації найвищий димар демобілізували, а менший висотою 180 метрів використовують для вимірювальних операцій.